# Эль-Пеньон (Боливар)
Эль-Пеньон (исп. El Peñón) — город и муниципалитет на севере Колумбии, на территории департамента Боливар.

## История
До прибытия испанцев территория муниципалитета была населена представителями индейских племён малибу (malibúes) и чимилов.
Поселение, из которого позднее вырос город, было основано в 1737 году и первоначально называлось Сан-Антонио-дель-Пеньон (San Antonio del Peñón). Муниципалитет Эль-Пеньон был выделен в отдельную административную единицу в 1995 году.

## Географическое положение

Муниципалитет Эль-Пеньон

Город расположен в восточной части департамента, на левом берегу реки Магдалена, на расстоянии приблизительно 226 километров к юго-востоку от города Картахена, административного центра департамента. Абсолютная высота — 20 метров над уровнем моря.

Муниципалитет Эль-Пеньон граничит на западе и юго-западе с территорией муниципалитета Сан-Мартин-де-Лоба, на юго-востоке — с муниципалитетом Рехидор, на северо-востоке — с территорией департамента Сесар, на севере — с территорией департамента Магдалена. Площадь муниципалитета составляет 327 км².

## Население
По данным Национального административного департамента статистики Колумбии, совокупная численность населения города и муниципалитета в 2015 году составляла 9484 человека.
Динамика численности населения муниципалитета по годам:
| 2005 | 2006 | 2007 | 2008 | 2009 | 2010 | 2011 | 2012 | 2013 | 2014 | 2015 |
| ---- | ---- | ---- | ---- | ---- | ---- | ---- | ---- | ---- | ---- | ---- |
| 7807 | 7931 | 8081 | 8231 | 8388 | 8552 | 8730 | 8914 | 9099 | 9291 | 9484 |

Согласно данным переписи 2005 года мужчины составляли 54,1 % от населения Эль-Пеньона, женщины — соответственно 45,9 %. В расовом отношении белые и метисы составляли 98,9 % от населения города; негры, мулаты и райсальцы — 1 %; индейцы — 0,1 %.
Уровень грамотности среди всего населения составлял 82,9 %.

## Экономика
59,3 % от общего числа городских и муниципальных предприятий составляют предприятия торговой сферы, 27,1 % — промышленные предприятия, 13,6 % — предприятия сферы обслуживания.